# Межник (Псковский район)
Межник — деревня в Карамышевской волости Псковского района Псковской области России.
Расположена на берегу реки Черёха, в 10 км к западу от села Карамышево и в 22 км к востоку от центра города Пскова.
Численность населения деревни по состоянию на 2000 год составляла 9 человек.